# 光炎のウィザード
『光炎のウィザード』（こうえんのウィザード）は、喜多みどりによる日本のライトノベル。イラストは宮城とおこが担当している。角川ビーンズ文庫（角川書店）より2006年6月から2009年11月まで刊行された。

## あらすじ
《学園(アカデミー)》の見習い魔術師リティーヤは、生き別れとなった家族と命の恩人「虹ドロさん」を捜している。しかし世界で唯一「〈昼〉魔力」を持っていたために、《グリーンワードの魔導書》をめぐる運命に巻き込まれていくことに。

## 登場人物

### 主要人物
リティーヤ
主人公。《学園》の専門課程、魔力環境研究室に属する見習い魔術師。16歳。長い金髪、アイスブルーの目。黙っていれば美少女だが、がさつな上に珍獣好きで、ネーミングセンスも最悪。
7年前、戦争のさなかに家族と生き別れて小さなキツネと共に浮浪児として暮らしていたが、病に倒れて死にかけたところを魔術師の青年に助けられた。命の恩人に再び会うため、そして彼のような魔術師になって家族を探すために、《学園》の魔術師になる道を選ぶ。恩人である魔術師のことは、虹色のドロップをもらった曖昧な記憶から「虹ドロさん」と呼んでいる。
失われたはずの「〈昼〉魔術」を使えることが判明し、常に《学園》内外から狙われる危険を伴うことになる。なお自由奔放すぎる性格に加え魔術の成績も悪く、基礎課程時代の教師陣にトラウマを植え付けるほどの問題児だったが、ロードマスター曰く使い方が悪いだけで魔力は結構ある方。
ヤムセ
《学園》の正魔術師、位階は《K(キング)》。魔力環境研究室所属。25歳。長身、黒髪黒目。無口・無表情・超甘党。
リティーヤの指導教官。異例の早さで《K》位になった若手随一の実力派で、渉外担当官でもある。かつてユローナに見出され彼女の弟子となり慕っていたが、後に裏切られ、さらには姉を殺されたことから、異常なまでの執着を抱いて彼女を追っていた。そのユローナに7年前の記憶の一部を改変させられている。
振りまわされながらも師としてリティーヤを大切にし、リティーヤも弟子として盲目的ともいえる信頼を寄せて純粋によい師弟関係を築いていたが、ある出来事を境にそれまでの穏やかな関係は崩壊し、男女の憎愛の混じった複雑な感情が表面化する。
《キツネ》
リティーヤの前に現れるキツネ顔の男。
その正体は200年前人類に魔術を与えた《始原のキツネ》。人間に気まぐれに関わっては破滅させることを繰り返していたが、7年前にリティーヤと出会って〈運命〉(〈昼〉魔力)を与え、以降も彼女に執着している。元々は《ヘビの一族》がとある実験のために作り出した使い魔。
ユローナ
10年前《学園》を出奔した稀代の天才魔術師。ヤムセの師。
内規に反した研究を行って逃亡したとされ、以来最高額の懸賞金を掛け《学園》から追われている。失われた<昼>魔術の使い手であるリティーヤを狙い、かつての弟子であるヤムセに対して屈折した執着を見せる。
慈愛に満ちた笑顔で極悪非道なことを平気で行うが、〈昼〉魔術や〈夢〉魔術、〈失われた魔術(ロストアート)〉に関してなど、魔術師・研究者として多くの優れた成果を残していた。

### 学園

#### 魔力環境研究室
ロードマスター
《学園》の副学長、位階は《A(エース)》。魔力環境研究室室長。
傍若無人を地で行き、周囲への被害は甚大。並外れた魔力を持ち、唯一の長距離移動魔術の使い手であることからその名で呼ばれている。かつて《キツネ》に唆されて<夜の王>となってしまった少年の分身のひとり。
バド
室長が不在がちな研究室をまとめるお兄さん的存在の先輩魔術師。元内部調査局局長補佐で、現在は専門課程の教師を務めている。神経質で胃痛持ち。テヨルとはなにかと喧嘩が多い。
テヨル
治安維持局にも所属。威勢のいい小柄な女魔術師で、《ヘビの一族》のようなチョコレート色の肌を持つ。ロードマスターの養い子。バドとは喧嘩が絶えない＝つまるところ仲がいい。

#### その他
ミカ
リティーヤの親友で、成績優秀な美少女。本人も自覚していなかったが本来の姿は「〈昼〉の石版」の欠片のひとつ。《キツネ》によって人の姿と仮の記憶を与えられていたことを知り、混乱のまま《学園》を出奔する。
ゼストガ
《学園》の正魔術師で、位階は《J(ジャック)》。魔導書調査委員会所属。輝ける美貌と毒舌の持ち主。<昼>魔力の研究対象としてリティーヤの担当になるが、度々振り回される。
グレイビル
魔導書調査委員会事務局局長。辣腕で知られ、《学園》でも一、二を争う武闘派。肥満体質。<昼>魔力を持つリティーヤの身柄を研究対象として確保するため、ロードマスターとヤムセを排除しようと動く。
ヴォルド
元内部調査局局長。ユローナ出奔後、一時期ヤムセの師をつとめた。強引なやり方で知られ、内部調査局が現在のような恐怖の対象となったのは、彼が局長になって以降である。
オルドゥナ
《学園》の学長。傍若無人さではロードマスターの上を行く。ヤムセを気に入っている。

### 風と八月党
シルルト
《始原のキツネ》信奉組織、《風と八月党》の党首。ロードマスターと同じ顔と、彼をも上回る絶大な魔力を持つ。かつて《キツネ》に唆されて〈夜の王〉となってしまった少年の分身のひとり。
ロリロナ
7年前《キツネ》がリティーヤを失った後に代わりにしようと助けた、彼女とよく似た目を持つ孤児だった少女。プラチナブロンドの髪、アイスブルーの目。
自分を救った《キツネ》を「あの御方」と呼んで妄信し、彼の愛情を得ることに固執する。

### その他
イルザーク
《蛇の目連隊》の剣士で、ヤムセの幼馴染。上官だったヤムセの姉セリネに心酔し慕っていたが、7年前ユローナに目の前でセリネを殺され、その原因だったヤムセとは袂を分かっていた。
ファルクロウ・レッドロック
南部「古王国」の名門貴族、レッドロック家の養子。生き別れたリティーヤの実兄で、妹至上主義。古王国内務省特務警察部の捜査官。
トラリズ親子
「逃がし屋」を生業とする父娘。どんな状況からでも必ず逃がす、が売り。一見娘のブローシズは「秘術で若返っただけ」らしく、一見父のアヴォロットとは「パパ」「母上」と呼び合っており、実際は母と息子と推測される。

## 関連用語

### グリーンワードの魔導書
〈昼〉、〈夜〉、〈夢〉、〈流れ〉の四種類の力を宿した石版の総称。
世界はこの石版がそれぞれの台座に収まることでバランスが保たれていたが、200年前にそのうちの<昼>の石版が五つに砕かれて失われたため大寒波が訪れ、以来寒冷化が進み、滅びへと向かっている。
また、石版の収まった台座に触れた者は、四分の一秒だけ世界を自在に作り変えられる〈王〉となれる。

### 魔術
- 〈昼〉- 炎と光と熱を生む
- 〈夜〉- 静寂と冷気を生む
- 〈夢〉- とどめ、淀みを生み、精神を支配する
- 〈流れ〉- 流動と変化をつかさどり、肉体を支配する

〈昼〉魔術は《始原のキツネ》から人類には与えられておらず、〈昼〉の石版が失われているため自然界にも〈昼〉魔力は存在しない。

### 魔術師
魔力がある人間はおよそ500人に1人。実際に魔術師となりその力をコントロールできるようになるのは、1万人に1人程度と言われている。
200年前、《始原のキツネ》から〈昼〉を除く3つの魔術と「〈昼〉の石版」の欠片のひとつがラガロという男に与えられ、以降人類は魔術を使えるようになった。いくつもの魔術師組織が存在するが、手段は違えど、失われた〈昼〉の石版を集め寒冷化を止めることが、全ての魔術師の目的である。

### 組織
学園（アカデミー）
東部辺境に本部を持つ大陸最大・最古の魔術師組織。魔術師の数はおよそ5千。創設者はラガロ。
正魔術師の位階は上から《A(エース)》、《K(キング)》、《Q(クィーン)》、《J(ジャック)》。
6年の基礎課程の後専門課程で研究室に入り、認められたものだけが正魔術師となり《J》位を得る。いくつかの理由から魔術師同士の婚姻は禁じられ、恋愛も厳しく制限される。また家名を捨て、血縁者とのつながりを断つのが原則である。
〈昼〉の石版の欠片の1つを所有している。
貴族院（ハウス・オブ・ローズ）
南部に支配域を持つ魔術師組織。古王国においての影響力も強く、《学園》とは長らく対立関係にある。
祝福されし明日の子ら（チルドレン・オブ・ブレスト・トゥモロウ）
西部で力を持つ魔術師組織。魔術を戦争の道具にすることをいとわない集団。
風と八月党
《始原のキツネ》信奉組織。元々は芸術家の集団。党首であるシルルトの強大な魔力のもと<昼>の石版を《学園》から奪い、気候変動でどれほど犠牲が出ようが台座に石版を戻そうと動く。
蛇の目連隊（スネーク・アイズ）
南部「デイロック共和国」の軍事組織。かつて人類と《ヘビの一族》の戦争があった頃から存在し、独自の掟によってのみ律される。隊員は魔術を無効化する《侯爵夫人の隕鉄》という護符を持つため、魔術師に対抗しうる数少ない一般人の組織。<昼>の石版の欠片の1つを所有している。

### ヘビの一族
200年前まで大陸南部を支配していた、人類とは異なる種族。魔術によって独自の文明を築き繁栄していたが、大寒波によって滅亡した。今ある魔術のほとんどは彼らが編み出したもので、その滅亡と共に多くの魔術が失われた。

## 既刊一覧
- 喜多みどり（著）・宮城とおこ（イラスト） 『光炎のウィザード』 角川書店〈角川ビーンズ文庫〉、全10巻
  1. 「はじまりは威風堂々」2006年6月30日発売[1]、ISBN 4-04-449510-6
  2. 「再会は危機一髪」2006年11月30日発売[2]、ISBN 4-04-449511-4
  3. 「追憶は五里霧中」2007年4月28日発売[3]、ISBN 978-4-04-449512-1
  4. 「想いは未来永劫」2007年9月29日発売[4]、ISBN 978-4-04-449513-8
  5. 「恋は電光石火」2008年2月29日発売[5]、ISBN 978-4-04-449514-5
  6. 「愛は完全無欠」2008年8月1日発売[6]、ISBN 978-4-04-449515-2
  7. 「魔法学園は年中無休」2008年12月27日発売[7]、ISBN 978-4-04-449516-9
  8. 「選択は唯一無二」2009年1月31日発売[8]、ISBN 978-4-04-449517-6
  9. 「運命は千変万化」2009年6月30日発売[9]、ISBN 978-4-04-449518-3
  10. 「未来は百花繚乱」2009年11月28日発売[10]、ISBN 978-4-04-449519-0